# Cartes communes au poker

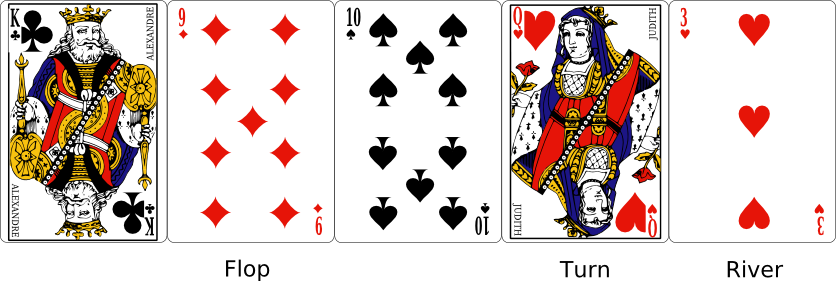
Exemple de flop, de turn et de river

Les cartes communes au poker sont les cinq cartes ouvertes (montrées) posées au centre de la table, visibles par et communes à tous les joueurs. Les autres cartes sont privatives, elles peuvent être ouvertes (montrées) ou fermées (cachées).

## Variante du pokercomprenant ce système
- Le Texas hold'em, Hold'em, ou Vegas
- Le Double Hold'em, ou Double Flop Hold'em
- L'Omaha
- L'Aviation
- Le Courchevel, mais avec une carte du flop retournée après les blind (jeux)
- L'Irish
- Le Pineapple, ou Crazy Pineapple

## Déroulement en trois phases

### Le flop
Le flop se réfère au retournement simultané des trois premières cartes communes après le premier tour d'enchère.

### Le tournant
Le tournant, ou the turn ou fourth street (en anglais) est la quatrième carte retournée après le flop, avant la rivière et après le deuxième tour d'enchère.

### La rivière
La rivière, ou the river ou fifth street (en anglais) est la cinquième et dernière carte retournée après le flop, le turn et après le troisième tour d'enchère.

## Texas Hold'em
C'est de loin le jeu de cartes général le plus populaire aujourd'hui,. Le nom Holdam vient de l'expression populaire dans les années 50 du 19e siècle. d'une variante de poker appelée "Hold me Darling",. Chaque joueur reçoit deux cartes fermées "fermées", puis le tour d'enchères commence. Trois cartes communes sont ensuite distribuées face visible (sans ordre ou schéma particulier) pour former le "flop", suivi d'un deuxième tour de mise. La quatrième carte commune ("épine") est suivie d'un troisième tour d'enchères. Enfin, la cinquième carte commune ("river") est suivie d'un dernier tour d'enchères. Au moment de l'abattage, chaque joueur joue la meilleure combinaison de cinq cartes qu'il peut rassembler en utilisant cinq cartes parmi les deux qu'il a en main et les cinq qui se trouvent sur le plateau de jeu. Il s'agit d'une différence essentielle par rapport à l'Omaha Hold'em ; un joueur peut utiliser les deux, une ou aucune de ses cartes fermées dans la main finale (bien que la main qui joue le tableau soit garantie de "casser la banque" dans le meilleur des cas, puisque tout autre joueur encore dans la main au moment de l'abattage a accès aux mêmes cinq cartes).

## Hold'em Omaha
Une autre variante du Hold'em est le Hold'em Omaha,. Chaque joueur reçoit quatre cartes dans sa main personnelle au lieu de deux cartes. Les tours de mise et la disposition des cartes communes sont identiques à ceux du Texas Hold'em. Lorsqu'elle est révélée, la main de chaque joueur représente la meilleure combinaison de cinq cartes qu'il peut assembler à partir d'exactement trois des cinq cartes du plateau et d'exactement deux de ses propres cartes.
La version high-low split de l'Omaha porte différents noms, tels que Omaha Eight or Better, Omaha HiLo, ou Omaha8. Chaque joueur, en utilisant les règles ci-dessus, fait une combinaison séparée de cinq cartes hautes et cinq cartes basses, et le pot est divisé entre la carte la plus haute et la carte la plus basse (il peut s'agir du même joueur).